# Malao Film
Malao Film ist eine Filmproduktionsgesellschaft, welche im Jahr 2012 von Matthias Rosenberger gegründet wurde. Das firmeneigene Logo zeigt die Silhouette eines schwebenden Mädchens mit drei Luftballons in der Hand vor dem Hintergrund der Sonne sowie Malaos Motto „the twinkle in your eyes“ („Das Glitzern in deinen Augen“).
Bereits die erste Produktion Spaghetti für Zwei (basierend auf dem gleichnamigen Buch von Federica de Cesco) erregte internationales Aufsehen und erhielt neben dem „Prädikat besonders wertvoll“ der Deutschen Film- und Medienbewertung (FBW) eine Vielzahl weiterer Preise und Auszeichnungen auf internationalen Filmfestivals.
2012 erwarb Malao Film die Filmrechte von Michael Endes Roman „Jim Knopf und Lukas der Lokomotivführer“ und produzierte gemeinsam mit der Münchner Rat Pack Filmproduktion, Warner Bros. Deutschland und Studio Babelsberg die deutschsprachige Adaption des berühmten und vielfach ausgezeichneten Kinderbuchklassikers. Die Dreharbeiten fanden unter der Regie von Dennis Gansel (Die Welle, Mechanic: Resurrection) von Oktober 2016 bis März 2017 im Filmpark und Studio Babelsberg, Potsdam-Babelsberg, München-Geiselgasteig sowie in Kapstadt und Umgebung statt. Der Film erschien am 29. März 2018 in den deutschen Kinos.